# ジョン・アレン・ムハンマド
ジョン・アレン・ムハンマド（英語: John Allen Muhammad, 1960年12月31日 - 2009年11月10日）は、アメリカ陸軍の狙撃手であり、連続殺人犯でもある。

## 概要
2002年2月16日から10月23日にかけて、主にワシントンD.C.のベルトウェイや複数の州に約8ヶ月にわたり、17人を射殺した。当時のアメリカでは見えないスナイパーなどとして大きく報道され、社会的な恐怖を引き起こした。
同年10月23日に逮捕された。取り調べで全事件を自供し、起訴された。
その後の裁判でムハンマドは死刑判決を受け、2009年11月10日に死刑が執行された。